# Cổ kiếm kỳ đàm
Cổ kiếm kỳ đàm (Tiếng Trung: 古剑奇谭, Tiếng Anh: Swords of Legends), là bộ phim tiên hiệp sản xuất năm 2014. Ngày 2 tháng 7 năm 2013 phim chính thức khởi quay tại Trường quay Hoành Điếm, đến ngày 10 tháng 10 cùng năm đóng máy kết thúc hơn 3 tháng quay phim. Phim có sự tham gia của một số diễn viên như Lý Dịch Phong, Dương Mịch, Mã Thiên Vũ, Trịnh Sảng, Trương Trí Nghiêu... Phim bắt đầu phát sóng độc quyền trên kênh Hồ Nam TV từ ngày 2 tháng 7 năm 2014.

## Nội dung
Thái tử Trường Cầm là linh hồn của cây đàn Phụng Lai cổ do Nữ Oa đại thần tạo ra. Rắn nước Khan Du ở Diêu Sơn, mang trong mình ước mong nung nấu được hóa rồng, nghe được tiếng đàn của Thái tử liền kết thành tri kỉ. Khan Du mỗi ngày đều nghe Thái tử Trường Cầm đánh đàn, vì muốn đền đáp mà hứa rằng sau này khi trở thành Ứng Long rồi sẽ để Thái tử cưỡi lên mình, chu du khắp nơi trên thiên hạ.
Đáng tiếc lời hứa đó chưa thực hiện được thì Thái tử Trường Cầm phải rời Diêu Sơn về giúp cha. Sau đó Khan Du phạm phải tội tày trời, Thái tử Trường Cầm nhận lệnh đi trừng phạt, nhưng trong lúc giao đấu nhận ra bằng hữu, liền thủ hạ lưu tình. Vì thế Thái tử bị trách tội, mãi mãi phải cô tịch.
Lúc này các thợ rèn ở nhân gian dùng một bảo vật gọi là Ngọc Hoành có tác dụng thu giữ linh khí, hồn phách, khi cần dùng thì lại giải thoát ra, bắt linh hồn của Thái tử Trường Cầm, đúc kiếm Phần Tịch. Linh hồn Thái tử oán hận không chịu làm kiếm nên một nửa thoát ra ngoài, trở thành Âu Dương Thiếu Cung, một nửa lưu lại trong kiếm. Nữ Oa đại thần có nói do linh hồn gặp phải oán khí, sát khí, nên kiếm Phần Tịch trở nên nguy hiểm, ai dùng kiếm có thể bị sát khí khống chế, mãi mãi chìm đắm trong vòng xoay giết chóc.
Nữ Oa đại thần thấy Phần Tịch nguy hiểm liền phong ấn ở U Mông Linh Cốc, giao cho tộc người ở đó cùng với người ở U Đô cùng canh giữ.
Lại nói Âu Dương Thiếu Cung, vốn sống 1 cuộc đời lang bạt nay đây mai đó. Trong một lần gặp được công chúa Bồng Lai là Tốn Phương, Thiếu Cung đã giết lũ sói để cứu thoát cô, dù không yêu cầu gì, nhưng Tốn Phương vẫn ở lại chăm sóc cho Thiếu Cung. Dần dà, tình cảm của Tốn Phương đã sưởi ấm trái tim lạnh giá và cô độc của Thiếu Cung, mang lại chút ánh sáng cho con người hắn. Khi tình cảm hai người càng thêm thắm thiết, mặn nồng thì Thiếu Cung lại phải rời đi. Trong người có bệnh nên Thiếu Cung không thể ở cạnh bên Tốn Phương, đành hẹn ngày trở lại. Đáng tiếc trong lúc phân ly, Bồng Lai đã bị thiên tai hủy diệt, Thiếu Cung quay về thì tất cả chỉ còn là biển nước, Tốn Phương không thấy đâu nữa. Thiếu Cung quá đau khổ, bèn khắp chân trời góc bể tìm lại Ngọc Hoành nhằm khởi tử hoàn sinh Tốn Phương, xây dựng lại Bồng Lai, cùng người yêu trường sinh bất lão, bá chủ một thế giới riêng.
Nhưng việc trước tiên Thiếu Cung cần làm là lấy lại một nửa linh hồn Thái tử Trường Cầm vẫn còn ở trong Phần Tịch kiếm.
Thời gian qua đi, phong ấn Phần Tịch của Nữ Oa đại thần yếu dần, U Đô liền phái Phong Quảng Mạch (anh trai của Linh nữ U Đô – Phong Tình Tuyết) đến U Mông Linh Cốc để cùng với Hàn Vu Chúc – Hàn Hưu Ninh gia cố phong ấn. Đây là lúc phong ấn yếu nhất, dễ dàng đoạt lấy Phần Tịch nhất. Thiếu Cung biết điều này nên đã giả vờ phục vụ, thực chất là mượn tay một kẻ cũng có ước vọng trường sinh bất tử là đàn chủ Thanh Ngọc đàn – Lôi Nghiêm để chiếm Phần Tịch. Tuy nhiên do có phong ấn quanh U Mông Linh Cốc nên Thiếu Cung tìm mãi vẫn chưa tìm được cách vào cốc.
Đúng lúc đó, Hàn Vân Khê (con trai Hàn Hưu Ninh) do hay bị mẹ cấm ra ngoài chơi nên buồn chán, thấy một con bạch hồ ly (sau này hoá thành người tên Tương Linh) liền đuổi theo nó ra khỏi cốc, ra khỏi vòng kiểm soát của phong ấn. Âu Dương Thiếu Cung trùng hợp gặp được Hàn Vân Khê, liền lợi dụng sự ngây thơ của cậu bé để tìm cách vượt phong ấn vào trong.
Trong lúc đang gia cố phong ấn, U Mông Linh Cốc bị tấn công, đệ tử Thanh Ngọc Đàn đội mặt nạ quỷ vào giết chết toàn bộ người trong tộc, tấn công vào nơi giữ Phần Tịch kiếm. Hàn Vân Khê sau khi quay về thấy mọi người đều đã chết, bèn vội chạy vào trong động phong ấn, người của Thanh Ngọc Đàn đã chờ sẵn và giết cậu. Trong lúc nguy cấp, Trần Hưu Ninh, vừa muốn cứu con, vừa không muốn Phần Tịch rơi vào tay kẻ ác, bèn lấy thân thể con trai làm nơi chứa một nửa linh hồn còn lại của Thái tử Trường Cầm. Do đó, Hàn Vân Khê không chết mà từ đây trở thành một cậu bé trên thân thể mang đầy sát khí, chỉ cần kích động là sẽ bị sát khí khống chế. Sau khi cứu con, Hưu Ninh hoá băng. Phong Quảng Mạch chiến đấu với lũ người Thanh Ngọc Đàn, bị trọng thương rồi mất tích.
Lúc này Tử Dận Chân Nhân – Kiếm Tiên của Thiên Dung Thành – nơi hội tụ linh khí nhiều nhất trên thế gian – kịp thời xuất hiện, cứu Vân Khê đem về U Đô. Tuy nhiên người U Đô lại muốn giết Vân Khê để trừ hậu họa, Tử Dận Chân Nhân kịch liệt phản đối không cho phép. Giữa lúc ấy, Vân Khê tỉnh lại và gặp Phong Tình Tuyết, bèn tặng cô bé một tượng người bằng đất. Từ đó Phong Tình Tuyết luôn giữ gìn tượng người đó, những mong gặp lại người cô mong nhớ từ khi còn bé là Hàn Vân Khê. Trước sự kiên quyết giết Vân Khê của tộc người U Đô, Tử Dận Chân Nhân với sự giúp đỡ của cô bé Tình Tuyết, đưa được Vân Khê về Thiên Dung Thành, thu nhận làm đệ tử, xóa đi kí ức đau đớn cả tộc bị giết, đặt tên là Bách Lý Đồ Tô, cùng đại sư huynh là Lăng Việt tu tiên thanh tịnh, ngăn cản sát khí trỗi dậy. Đồng thời Tử Dận Chân Nhân cũng phong ấn sát khí trong người Đồ Tô, ba năm một lần sẽ hao tổn tu vi để gia cố phong ấn này.
Tử Dận Chân Nhân chỉ thu hai đồ đệ là Lăng Việt và Đồ Tô. Ở Thiên Dung Thành còn có Chưởng Giáo Chân Nhân thu nhận nhiều đệ tử hơn, có một cô con gái tên là Phù Cừ. Vị tiểu sư muội này rất thích đại sư huynh Lăng Việt, ngày ngày chỉ chăm chú làm đồ tặng cho đại sư huynh. Mọi người sống chung với nhau, chỉ riêng Đồ Tô vì sát khí nên bị cô lập, việc học tập, luyện kiếm đều một mình thực hiện cùng đại sư huynh, ngoài đại sư huynh Lăng Việt và sư tỷ Phù Cư,hắn không được tiếp xúc nhiều với các sư huynh đệ đồng môn khác, cũng vì vậy mà bị gọi là quái nhân, các đồng môn khác đều không quan tâm hắn. Vì vậy Đồ Tô lớn lên thành một người ít nói, trầm tính, lãnh khốc nhưng thực ra rất ngây ngô, kiên cường và lương thiện.
Năm tháng trôi qua, Tình Tuyết lớn lên trở thành 1 thiếu nữ xinh đẹp, là Linh nữ U Đô với pháp thuật cao cường. Nàng ngày đêm tìm cách lẻn ra ngoài, một phần muốn tìm lại người anh trai Phong Quảng Đại mất tích năm xưa, một phần muốn tìm gặp người bạn Hàn Vân Khê thuở nhỏ. Hay tin Hàn Vân Khê giờ đang luyện kiếm pháp ở Thiên Dung Thành, nàng bèn trốn khỏi U Đô. Trên đường đi nàng bắt gặp Âu Dương Thiếu Cung, và cả hai người cùng khởi hành đến Thiên Dung Thành. Tại đây, sau khi gặp vị sư huynh Bách Lý Đồ Tô, Tình Tuyết nhận ra ngay đó chính là Hàn Vân Khê năm nào, nhưng do đã bị phong ấn ký ức, Đồ Tô lại không thể nhận ra người bạn của mình. Sau nhiều biến cố xảy ra, Đồ Tô bị vu oan tội giết đồng môn, phải bị trừng trị thích đáng. Lúc này Lăng Việt, Phù Cư cùng Hồng Ngọc(sư tỷ chuyên trông coi Phần Tịch kiếm) bèn cố ý thả Đồ Tô xuống núi, dặn dò hắn đến khi nỗi oan được rửa mới được trở về. Và cuộc phiêu bạt của Đồ Tô bắt đầu từ đây.
Trên đường đi hắn gặp thêm rất nhiều bằng hữu như Phương Lan Sinh (em trai thất lạc của Lăng Việt), Tương Linh (con bạch hồ ly ngày xưa Vân Khê đuổi theo), Phương Như Thẩm (chị gái nuôi của Lan Sinh), Doãn Thiên Thương (chính là Phong Quảng Mạch, anh trai bị mất trí nhớ của Tình Tuyết), hắn cũng gặp lại Tình Tuyết(lúc này nhận uỷ thác của Lăng Việt, đi theo bảo vệ hắn) và thậm chí là ngay cả Âu Dương Thiếu Cung. Nhóm người gồm Đồ Tô, Tình Tuyết, Thiếu Cung, Lan Sinh, Tương Linh ngày đêm tìm kiếm Ngọc Hoành, với mong ước diệt trừ được tận gốc Phần tịch trong cơ thể Đồ Tô. Suốt chặng đường, thân thế của các nhân vật dần dần được hé lộ, khiến cho mối quan hệ cũng trở nên rắc rối hơn.
Trải qua rất nhiều sự việc, Đồ Tô phát hiện ra bộ mặt thật của Âu Dương Thiếu Cung, bèn đến Bồng Lai để diệt trừ hắn, mặc dù 2 người là 2 nửa của một linh hồn, người này còn thì người kia cũng còn, người này chết thì người kia cũng không thể sống được. Đồ Tô chấp nhận linh hồn tan biến để cứu lấy nhân gian, cuối cùng hắn nằm trong vòng tay Tình Tuyết mà chết. Trước khi chết hai người thề hẹn rằng: Nếu được trùng sinh, nhất định sẽ tìm lại nhau. Thiếu Cung đến cuối cùng mới nhận ra được hạnh phúc luôn ở bên mình bấy lâu(năm xưa Tôn Phương lấy tu vi ngàn năm để chạy thoát khỏi Bồng Lai, vì thế mà trở thành dì Đồng, luôn đi theo chăm sóc Thiếu Cung), hắn cùng Tốn Phương ôm nhau rơi nước mắt, cuối cùng ra đi như 1 đôi uyên ương đẹp đẽ.
Sau sự hy sinh của Đồ Tô, thế gian trở nên yên bình, Lăng Việt được giao lại chức vị Trưởng môn Thiên Dung Thành, cả 1 đời thanh tịnh, không vướng bụi hồng trần. Phù Cư dù lòng đau, nhưng cũng vẫn chúc phúc cho đại sư huynh. Về phần Lan Sinh, sau khi biết được thân thế của bản thân, nhận lại huynh đệ của mình, quyết định từ bỏ tình cảm chân thành dành cho Tương Linh để trả nghĩa cho Nguyệt Ngôn(người yêu từ kiếp trước).Tiểu hồ ly Tương Linh tính tình nghịch ngợm, luôn chỉ biết đi theo Bách Lý Đồ Tô, thờ ơ trước tình cảm chân thành của chàng công tử Phương Lan Sinh cho đến khi trải qua nhiều sóng gió, cô nàng nhận ra tình cảm dành cho Lan Sinh thì đã quá muộn, bản thân đành phiêu bạt khắp nơi, tìm kiếm cha mẹ thất lạc.
Giữ trọn lời hứa khi chia xa với Đồ Tô, Tình Tuyết không ngừng đi tìm kiếm linh hồn kí ức của Hàn Vân Khê – Bách Lý Đồ Tô trên thế gian, đi tìm một phương pháp khởi tử hoàn sinh không cần làm hại đến con người, những mong đoàn tụ với người yêu, không cần biết là trăm năm, ngàn năm hay vạn năm sau…

## Diễn viên

### Diễn viên chính
| Diễn viên         | Vai diễn             | Giới thiệu nhân vật |
| ----------------- | -------------------- | --- |
| Lý Dịch Phong     | Bách Lý Đồ Tô        | Tên thật là Hàn Vân Khê. Khi bé chịu tai họa diệt tộc, vốn dĩ đã chết, nhưng nhờ một nửa hồn phách đã bị phong ấn của Thái tử Trường Cầm nên sống lại. Thân mang đầy sát khí hung dữ của Phần Tịch kiếm. Mỗi lần sát khí của y phát tác đều do Tử Dận chân nhân cứu chữa, sau này gia nhập Thiên Dung thành, lấy tên là Bách Lý Đồ Tô. 10 năm sau, y rời khỏi Thiên Dưng thành để tìm kẻ thù diệt tộc, bắt đầu một cuộc chiến dài. |
| Dương Mịch        | Phong Tình Tuyết     | Người chứng kiến cả câu chuyện từ đầu đến kết thúc. Đến từ thế giới tối tăm vô biên, nhưng trái tim lại trong sáng ấm áp như ánh nắng mặt trời. Tuân theo mệnh lệnh đi tìm anh trai mà đến phàm trần, gặp gỡ Bách Lý Đồ Tô, cuốn vào định mệnh dây dưa. Nàng sớm nảy sinh tình cảm với Bách Lý Đồ Tô, cũng là người bạn Hàn Vân Khê thuở bé. Kết cục, Bách Lý Đồ Tô hóa thành oan hồn mãi mãi không thể luân hồi. Nàng ấy vì tìm cách gặp lại chàng mà bỏ qua luân hồi của mình, đổi lại thọ mệnh dài lâu, ở phàm trần kiên trì tìm kiếm 900 năm cũng không hối hận. |
| Mã Thiên Vũ       | Phương Lan Sinh      | Là một thư sinh bình thường ở Cầm Xuyên, gia cảnh giàu có, cha mẹ khỏe mạnh, chưa từng trải qua bất kì thất bại hay gian khổ nào. Đọc nhiều thi thư, theo cha học pháp thuật phật gia, luôn tin tưởng sự tồn tại của thế giới thần tiên và yêu ma. Vì chạy trốn kết hôn mà rời khỏi Cầm Xuyên, kết giao được với những người bạn đồng sinh cộng tử, tìm thấy lại người huynh thất lạc bao năm(Lăng Việt của Thiên Dung Thành), cũng dần dần trở nên hiểu chuyện. Sau khi trải qua nỗi đau mất chị, càng hiểu ý nghĩa của việc đảm đương trách nhiệm, từ bỏ yêu đơn phương Tương Linh. Sau này vì báo thù cho chị mình, đi cùng mọi người đến Bồng Lai và quyết chiến với Âu Dương Thiếu Cung. |
| Trịnh Sảng        | Tương Linh           | Là một con cửu vĩ thiên hồ, nửa người nửa yêu, do ông nội Dung Lâm Dung nuôi dưỡng, lớn lên tại trốn sơn lâm tự do tự tại, nhanh nhẹn đáng yêu. Sau này xuống Giang Nam tìm mẹ ruột, nhưng lại bị bắt vào trại Phiên Vân, tình cờ gặp được Bách Lý Đồ Tô cứu giúp, sau phát hiện ra y là người từng cứu giúp mình năm nào. Để báo đáp ơn cứu mạng, cô luôn đi theo Bách Lý Đồ Tô. Trong hành trình dài đằng đẵng dần dần trưởng thành hơn, trở thành một người hiểu chuyện. Tình cảm với Phương Lan Sinh vô cùng mâu thuẫn, cuối cùng không đến được với nhau. |
| Chung Hân Đồng    | Tốn Phương công chúa | Công chúa của đảo Bồng Lai. Vô tình trong một lần đi chơi, công chúa gặp được Thiếu Cung (Kiều Chấn Vũ). Cả hai cùng nhau du ngoạn khắp nơi, sau đó trở về Bồng Lai. Nhưng Thiếu Cung có việc phải rời khỏi đảo, lúc này Bồng Lai lại gặp thiên tai nên chìm xuống biển. Tất cả mọi người đều cho rằng công chúa đã chết, Thiếu Cung bèn tìm mọi cách để khôi phục Bồng Lai, cứu sống cô. Xong thật ra cô đã tiêu tốn linh lực ngàn năm để chạy thoát khỏi thảm hoạ, biến thành 1 bà già tóc bạc phơ, lưu lạc đến nhân gian, tình cờ được Thiếu Cung cứu giúp, gọi là dì Đồng. Sau vì muốn khuyên ngăn Thiếu Cung, dùng kịch độc biến trở lại dung mạo trẻ. Cuối cùng thổ huyết mà chết.      |
| Kiều Chấn Vũ      | Âu Dương Thiếu Cung  | Vốn là một nửa linh hồn của Thái tử Trường Câm, oán hận nhân gian mà tìm cách báo thù. Sau gặp được Tốn Phương, hai người yêu nhau tha thiết. Vì muốn tìm kiếm nửa linh hồn còn lại mà đành rời xa Tốn Phương. Đáng tiếc lúc Thiếu Cung quay về thì tất cả chỉ còn là biển nước, Tốn Phương không thấy đâu nữa. Thiếu Cung quá đau khổ, bèn khắp chân trời góc bể tìm lại Ngọc Hoành nhằm khởi tử hoàn sinh Tốn Phương, xây dựng lại Bồng Lai, cùng người yêu trường sinh bất lão, bá chủ một thế giới. Kết cục, phát hiện ra dì Đồng là Tốn Phương, nhận ra sự cay đắng của số phận, ôm Tốn Phương cùng chết.                                                                                |
| Trần Vỹ Đình      | Lăng Việt            | Đại sư huynh ở Thiên Dung Thành – nơi tu tiên lừng danh nhất trong thiên hạ, là đệ tử duy nhất của Chấp Kiếm Trưởng Lão Tử Dận Chân Nhân trước khi Bách Lý Đồ Tô đến. Lăng Việt có võ nghệ cùng phép thuật đứng đầu trong số các đệ tử Thiên Dung Thành, tính tình ôn nhu, là người có trách nhiệm cao trong mọi việc. Sau trở thành Trưởng môn Thiên Dung Thành, tìm được người em thất lạc bao năm là Phương Lan Sinh. |
| Trương Trí Nghiêu | Tử Dận chân nhân     | Kiếm Tiên của Thiên Dung Thành, sư phụ của Lăng Việt và Đồ Tô. Có mối quan hệ không rõ ràng với Hồng Ngọc(đồ đệ chuyên canh gác Phần tịch kiếm) Là một nam diễn viên có ngoại hình trẻ trung, đẹp trai vượt trội so với tuổi tác! |

### Diễn viên phụ
| Diễn viên          | Vai diễn                             | Giới thiệu nhân vật |
| ------------------ | ------------------------------------ | --- |
| Trần Tử Hàm        | Hồng Ngọc                            | Không rõ chức vụ trong Thiên Dung Thành, chỉ biết mọi người đều gọi là Hồng Ngọc sư tỷ. Chịu trách nhiệm bảo vệ và trông coi Phần Tịch kiếm. Có mối quan tâm đặc biệt nhất định đối với Tử Dận Chân Nhân. Rõ hơn là người thương thầm Tử dận chân nhân đã lâu nhưng không dám nói |
| Địch Lệ Nhiệt Ba   | Phù Cừ                               | Vốn là con gái của Hàm Tố Chân Nhân. Xinh đẹp, đáng yêu, tính tình hào sảng, phóng khoáng. Là đoá hoa nhiều đệ tử dòm ngó, yêu thích. Ngoài Tử Dận Chân Nhân, Hồng Ngọc sư tỷ và Lăng Việt sư huynh thì chỉ có cô là người quan tâm tới Đồ Tô nhất. Không thích các đồng môn hà khắc và miệt thị với Đồ Tô. Tấm chân tình luôn hướng về Lăng Việt sư huynh nên luôn muốn nhận được sự quan tâm từ y. Hay làm đồ rồi bắt Đồ Tô phải tặng cho đại sư huynh, dù hầu hết đều bị trả lại. Sau đại sư huynh trở thành trưởng môn, đành chôn giấu tình cảm trong lòng.                                                                                |
| Tôn Phong Nham     | Hàm Tố chân nhân                     | |
| Ứng Hạo Minh       | Lăng Đoan                            | Đệ tử của Hàm Tố Chân Nhân, thích Phù Cư, kiêng rè Lăng Việt, luôn ghét Đồ Tô. Y là thử thách đầu tiên mà Đồ Tô khi trưởng thành gặp phải. Luôn định kiến với Đồ Tô, cho rằng Đô Tô giết chết Triệu Lâm. Sau thân bại danh liệt, biết được sự thật cái chết Triệu Lâm, hổ thẹn với mọi người mà đi mất. Kể ra y cũng là một người trọng tình nghĩa, nhất là với sư đệ đã chết Trần Lâm. |
| Thái Tuấn Đào      | Lăng Xuyên                           | Đệ tử Hàm Tố Chân Nhân, sư đệ của Lăng Đoan, hay nghe theo y mà trêu chọc, miệt thị Đồ Tô. |
| Đới Tử Tường       | Triệu Lâm                            | Đệ tử Hàm Tố chân nhân, sư đệ của Lăng Đoan, dù cũng hay theo Lăng Đoan chỉ trích Đồ Tô, nhưng lại không phải là người xấu. Y rất thích Tình Tuyết nên hay giúp đỡ cô lúc cô còn ở Thiên Dung Thành. Sau này khi phạt chép kinh cùng Đô Tô, nhằm bảo vệ Phần Tịch kiếm cho hắn mà bị giết chết. Cũng vì thế mà tạo ra án oan cho Đồ Tô. |
| Cao Vỹ Quang       | Phong Quảng Mạch - Doãn Thiên Thương | Trưởng nam của U Đô, vốn võ nghệ cao cường, phép thuật thuộc hàng thượng thừa, song không thích cuộc sống gò bó ở U Đô nên hay lẻn xuống trần gian chơi. Là ca ca mà Tình Tuyết yêu quý nhất, xem trọng nhất. Lúc Tình Tuyết còn nhỏ, y tặng nàng một chiếc vòng tay có chứa linh khí, chỉ cần còn linh khí thì sẽ tìm được y. Sau chiếc vòng bị Lăng Việt không cẩn thận làm vỡ, mất đi linh khí. Lúc đến U Mông Linh Cốc có gặp gỡ Hàn Vân Khê hồi nhỏ, dạy hắn uống rượu. Sau cuộc chiến bị thất thủ, mất trí nhớ mà phiêu bạt giang hồ, giao du với Âu Dương Thiếu Cung. Y là một trong những lý do Tình Tuyết hạ phàm du ngoạn trần gian. |
| Lưu Phương         | U Đô bà bà                           | |
| Dương Thành Thành  | Hoan Hoan                            | |
| Thẩm Bảo Bình      | U Đô trưởng lão                      | |
| Lý Tiểu Lộ         | Hàn Hưu Ninh                         | |
| Hoàng Thiên Kỳ     | Tiểu Hoàn Vân Khê                    | |
| Hứa Thước          | Tiểu Phong Tình Tuyết                | |
| Vu Tử Khoan        | Thu gia gia                          | |
| Trương Mông        | Phương Như Thấm                      | Đại tiểu thư Phương gia, tính tình ôn nhu, lương thiện, chị gái nuôi của Phương Lan Sinh, thanh mai trúc mã với Âu Dương Thiếu Cung. Cả đời lo lắng cho gia đình, cả đời ôm mối tình đơn phương rồi lại bị chính người mình yêu hại chết. |
| Trình Thành        | Phương Lão Đa                        | |
| Trương Duy Na      | Tôn Nguyệt Ngôn                      | Tiểu thư Tôn phủ, bạn thân của Tình Tuyết, đối tượng được hứa hôn với Phương Lan Sinh, luôn thích thầm y. Tính cách ôn nhu, lương thiện song lại ốm yếu, bệnh tật. Vốn có mối nghiệt duyên với Lan Sinh từ kiếp trước. Cuối cùng Lan Sinh vì trả nghĩa mà cũng chấp nhận lấy cô làm vợ. |
| Cát Dương          | Trà Tiểu Quai                        | |
| Thích Vi           | Diệp Trầm Hương                      | Phu nhân hụt của Phương Lan Sinh kiếp trước, tiểu thư Diệp phủ, vừa yêu vừa hận y, luôn nung nấu ý định trả thù dù khi chỉ còn là 1 linh hồn. |
| Thẩm Giai Ngưng    | Ngọc Nhi                             | |
| Nhạc Dược Lợi      | Diệp Phủ                             | |
| Phạm Thái Nhi      | Tịch Đồng                            | Tốn Phương sau khi tiêu hao linh lực biến thành, vốn phiêu bạt khắp chốn, may gặp lại được Âu Dương Thiếu Cung, hằng ngày ở bên chăm sóc y. |
| Trịnh Nghiệp Thành | Vượng Tài                            | |
| Lý Diệu Kính       | Lôi Nghiêm                           | |
| Lý Thấm Đông       | Nguyên Vật                           | |
| Giả Thanh          | Cừu Hấn Nhị                          | |
| Vương Nhất Diểu    | Tố Cẩm                               | |
| Trương Vân Long    | Hắc Diệu                             | Con mèo thành tinh, yêu thích nhất Tình Tuyết, vì luôn tâm niệm ai cho ăn thì đồng ý làm nương tử nên luôn đi theo đòi cưới Tình Tuyết. Sau bị nhiễm độc, bản thân không thể khống chế song vẫn không nỡ giết Tình Tuyết, cuối cùng chết để bảo vệ cô. |
| Hác Trạch Gia      | Hoa Thường                           | Nàng "yêu" chốn nhân gian của Doãn Thiên Thương(Phong Quảng Mạch khi bị mất trí nhớ), bà chủ 1 kỹ viện nhưng tính tình hào sảng, 1 lòng 1 dạ với Thiên Thương. Dù bị hắn thất hứa cưới bao lần vẫn cho tiền uống rượu, đánh bài. Bị Tố Cẩm giết hại sau khi nhìn thấy gương mặt ả ta biến dạng. Là mối tình thương tâm mà cả đời Doãn Thiên Thương /Phong Quảng Mạch không bao giờ quên được. |
| Trương Tây         | Khương Ly                            | |
| Đồng Đồng          | Tôn Nguyệt Nguyệt                    | |
| Vu Vũ Ngang        | Diên Mai                             | |
| Điền Chấn Uy       | Hướng Thiên Tiếu                     | |
| Mã Vấn Long        | Lạc Vân Bình                         | |
| Triệu Sở Thương    | Giao Tiên                            | |
| Lưu Đình Vũ        | Nữ Oa                                | |
| Tập Tuyết          | Sát Thủ                              | |
| Vương Tranh        | Sửu Lý Phan An                       | |
| Lý Thụy Siêu       | Mỹ Lý Phan An                        | |
| Nhậm Học Hải       | Thiết Trụ Quán Quán chủ              | |
| Trương Dật Kiệt    | Lăng Việt thiếu niên                 | |
| Ngụy Ngụy          | Khan Dũng                            | |
| Tần Tuấn Kiệt      | Thái tử Trường Cầm                   | |

## Nhạc phim
| STT | Nhan đề                        | Phổ lời         | Phổ nhạc    | Trình bày        | Thời lượng |
| --- | ------------------------------ | --------------- | ----------- | ---------------- | ---------- |
| 1.  | "Kiếm tâm" (剑心)              | Đoàn Tư Tư      | Đàm Toàn    | Trương Kiệt      | 04:12      |
| 2.  | "Viễn phương" (远方)           | Đàm Toàn        | Đàm Toàn    | Úc Khả Duy       | 04:30      |
| 3.  | "Luyến nhân ca ca" (恋人歌歌)  | Nghiêm Vân Nông | Hồ Ngạn Bân | Hồ Ngạn Bân      | 04:30      |
| 4.  | "Yêu em không sai" (爱你没错)  | Đại Nhạc Đông   | Đàm Toàn    | Trương Tín Triết | 04:15      |
| 5.  | "Hai người đồng hành" (两人行) | Đàm Toàn        | Đàm Toàn    | Trần Vệ Đình     | 04:08      |
| 6.  | "Kiếm thương" (剑伤)           | Lục Hổ          | Lục Hổ      | Lý Dịch Phong    | 03:27      |
| 7.  | "Kiếm tâm" (剑心)              | Đoàn Tư Tư      | Đàm Toàn    | Lý Dịch Phong    | 04:12      |
| 8.  | "Lan Linh khúc" (兰铃曲)       |                 |             | Mã Thiên Vũ      | 03:31      |